# Спасский уезд (Казанская губерния)
Спа́сский уе́зд — административно-территориальная единица Казанской губернии, существовавшая в 1781—1920 годах. Уездный город — Спасск.

## История

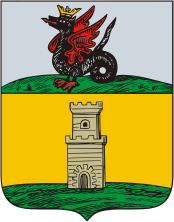
Герб Спасского уезда (1781 г.).

Спасский уезд в составе Казанского наместничества (с 1796 — губернии) был образован в 1781 году.                                                                                                
27 мая 1920 года Спасский уезд был упразднён, а его территория вошла в состав Татарской АССР как Спасский кантон, за исключением Жедяевской и части Юрткульской волостей, которые отошли в состав Мелекесского уезда Самарской губернии.

## Административное деление
В 1913 году в уезде было 14 волостей: 
| - Алькеевская — Нижнее Алькеево, - Гусихинская — Гусиха (Воскресенское), - Жедяевская — Жедяевка (Троицкое), - Кузнечихинская — Кузнечиха (Петропавловское), - Левашевская — Левашево (Архангельское), - Марасинская — Мараса, - Матаковская — Матаки-Базарны, | - Пичкасская — Пичкасы (Никольское), - Полянская — д. Лягушкина, - Рамадановская — Рамадан (Богородское), - Трех-Озерская — Три Озера (Рожественское), - Щербетская — Щербеть, - Юрткульская — Юрткули (Архангельское), - Юхмачинская — Юхмачи (Успенское). |

Вскоре после революции из частей Кузнечихинской и Алькеевской волостей была образована Сихтерминская волость, из частей Юрткульской и Жедяевской волостей образована Матвеевская волость, на оставшейся части Жедяевской волости была образована Волостниковская волость.

## Население
По данным переписи 1897 года в уезде проживало 175 198 чел. В том числе русские — 58,4 %, татары — 30,2 %, чуваши — 7,2 %, мордва — 4,1 %. В уездном городе Спасске проживало 2770 чел.